# Fabrizio Soccorsi
Fabrizio Soccorsi (Roma, 2 febbraio 1942 – Roma, 9 gennaio 2021) è stato un medico italiano, archiatra pontificio dal 2015 fino alla morte.

## Biografia
Nato a Roma il 2 febbraio del 1942, Fabrizio Soccorsi si laureò nel 1968 in Medicina e Chirurgia presso l'Università La Sapienza e, dopo aver conseguito l'abilitazione all'esercizio della professione l'anno successivo, lavorò presso l'Azienda ospedaliera San Camillo-Forlanini, ove fu nominato capo del dipartimento di Epatologia e direttore del dipartimento delle malattie al fegato e all'apparato digerente.
Soccorsi insegnò immunologia presso le scuola di medicina degli ospedali di Roma e della Regione Lazio, ove fu anche docente di diversi corsi d'aggiornamento riguardanti le patologie epatiche. Durante questi anni, collaborando con La Sapienza, Fabrizio Soccorsi scrisse più di un centinaio di pubblicazioni e articoli scientifici che lo resero un volto noto all'interno della comunità scientifica internazionale. Fu proprio in questo periodo che incominciò a collaborare con la Santa Sede: divenne infatti direttore ufficiale della sanità e dell'igiene dello Stato della Città del Vaticano. Successivamente, nel 2015, venne nominato archiatra pontificio, diventando dunque il medico personale di papa Francesco.
Sul finire del 2020, Soccorsi, in piena pandemia, contrasse il COVID-19 e fu ricoverato d'urgenza al Policlinico Agostino Gemelli di Roma. Affetto anche da un tumore diagnosticatogli già da tempo, si spense per le complicazioni della patologia virale il 9 gennaio 2021, all'età di 78 anni.